# Jacques Abardonado
Jacques „Pancho“ Abardonado (* 27. Mai 1978 in Marseille) ist ein französischer ehemaliger Fußballspieler. Er ist der Cousin von André-Pierre Gignac und gehört der Volksgruppe der Roma an.
Der Innenverteidiger, der auch im defensiven Mittelfeld eingesetzt werden kann, spielte von 1998 bis 2007 für Vereine der französischen Ligue 1. Als Jugendspieler kam er 1994 zu Olympique Marseille, für den er am 10. November 1998 in der Ligamannschaft debütierte. 2001 wechselte er für eine Spielzeit zum FC Lorient, der jedoch nach der Saison abstieg. Daher nahm ihn OGC Nizza unter Vertrag. Dort avancierte er zum Stammspieler und Kapitän; in fünf Spielzeiten bis 2007 kam er auf 164 Einsätze. In der Saison 2007/08 kam er jedoch, nach dem Trainerwechsel zu Frédéric Antonetti, nur zehnmal zum Einsatz und wurde dabei fünfmal erst in den letzten Minuten eingewechselt.
In der Winterpause der Saison 2007/08 wechselte er in Nizzas Partnerstadt zum 1. FC Nürnberg, mit dem er einen Vertrag über eine Laufzeit von zweieinhalb Jahren abschloss. Die Nürnberger suchten eine Verstärkung, nachdem sie unter anderem wegen personeller Probleme in der Abwehr zur Saisonhalbzeit auf einem Abstiegsplatz standen. Am 9. Februar 2008 (zweiter Spieltag der Rückrunde) wurde er beim Heimspiel gegen Hansa Rostock in der 82. Minute eingewechselt. Hinzu kam ein weiterer Kurzeinsatz im UEFA-Pokal. Am 21. Februar 2008 wurde er im UEFA-Pokal-Heimspiel gegen Benfica Lissabon in der 87. Minute eingewechselt. Trotzdem dauerte es bis zum neunten Rückrundenspieltag, bis Abardonado bei seinem zweiten Ligaeinsatz von Beginn an im Team stand. Nach einer überzeugenden Leistung gegen Bayern München spielte er von da an für den Rest der Spielzeit durch. Trotzdem stand am Ende der Saison 2007/08 der Abstieg des 1. FC Nürnberg in die 2. Bundesliga. Dort hatte er in der Saison 2008/09 noch einen Einsatz am zweiten Spieltag (25. August), dann löste er seinen Vertrag beim 1. FCN auf und kehrte nach Frankreich zurück.
Er schloss sich dem FC Valenciennes an und hatte dort seinen ersten Einsatz am 13. September, dem 5. Spieltag der Ligue 1 2008/09. Insgesamt kam er in diesem Jahr zu 18 Saisoneinsätzen. 2010 wechselte er zu Grenoble Foot, bevor er ein Jahr später beim Drittligisten Étoile Fréjus-Saint-Raphaël unterschrieb, dem er 2012 wieder den Rücken kehrte.

## Erfolge
- Französischer Fußballpokal: 2002 (ohne Einsatz im Finale)
- Französischer Fußballligapokal: Finale 2002 und 2006